# Heinrich Douffet
Karl Heinrich Douffet (* 25. Mai 1934 in Teplitz-Schönau, Tschechoslowakei; † 2. Mai 2017 in Freiberg) war ein deutscher Geologe, Denkmalpfleger und Kommunalpolitiker (CDU). Er war 1990 Abgeordneter der ersten frei gewählten Volkskammer der DDR.

## Leben
Douffet besuchte die Volksschule in Potsdam und Ladowitz sowie die Oberschule in Dux und Freiberg. Er studierte von 1952 bis 1957 an der Bergakademie Freiberg Geologie. Anschließend war er bis 1983 als kartierender Geologe und Gruppenleiter beim Geologischen Dienst Freiberg tätig. 1975 wurde er an der Universität Greifswald zur Thematik Stratigraphie und Tektonik des südvogtländischen Ordoviziums promoviert.
Von 1963 bis 1989 war er Kreisbeauftragter für Denkmalpflege im Kreis Freiberg. Er setzte sich in dieser Zeit erfolgreich für den Erhalt der historischen Innenstadt in Freiberg ein und konnte sozialistische Wohnungsbauplanungen im Stadtzentrum verhindern, indem er die Aufnahme der Altstadt und Bergbauanlagen in die Bezirksdenkmalliste und zentrale Denkmalliste der DDR durchsetzte. Von 1983 bis 1990 war er Mitarbeiter im Bezirkskunstzentrum Karl-Marx-Stadt und war dort verantwortlich für die technischen Museen des Bezirkes. Gleichzeitig war er Abgeordneter des Kreistages Freiberg und Mitglied des Zentralvorstandes für Denkmalpflege beim Kulturbund der DDR.
Douffet, ab 1982 Mitglied der Christlich-Demokratischen Union Deutschlands, wurde bei der Volkskammerwahl am 18. März 1990 in die erste freie Volkskammer der DDR gewählt. Am 30. September 1990 wurde er bei der Wahl der 63 CDU-Abgeordneten für den gesamtdeutschen Bundestag durch die Volkskammer zum Nachfolgekandidaten gewählt.
Bis zu seiner Pensionierung war er danach von 1991 bis 1999 als Referatsleiter für Museen und Denkmalpflege im Sächsischen Staatsministerium für Wissenschaft und Kunst tätig. Von 1994 bis 2014 war Douffet, zeitweise als Vorsitzender der CDU-Fraktion, Mitglied des Stadtrates von Freiberg und engagierte sich umfassend für den Erhalt des Schlosses Freudenstein.

## Ehrungen

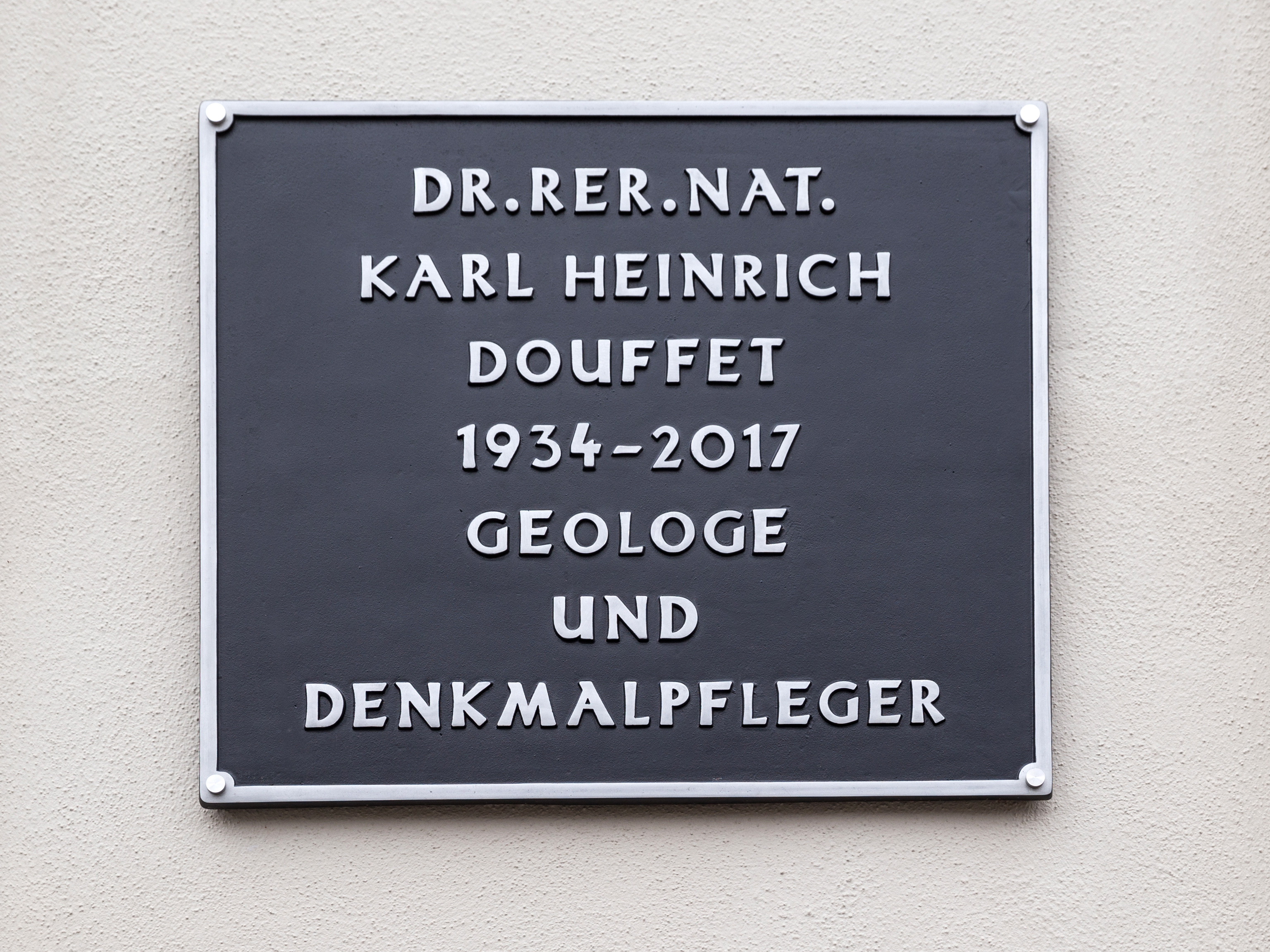
Gedenktafel in Freiberg

Zu Douffets Ehrungen in der DDR zählen die Stadtehrenplakette der Stadt in Silber (1982) und der Architekturpreis des Bezirkes Karl-Marx-Stadt (1986). Im Jahre 2004 zeichnete ihn die Stadt Freiberg mit dem Andreas-Möller-Geschichtspreis und im Jahre 2005 mit dem Bürgerpreis aus. Douffet war Ehrenmitglied des Freiberger Altertumsvereins. Am 4. Mai 2017 wurde ihm – zwei Tage nach seinem Tod – postum die Ehrenbürgerwürde der Stadt Freiberg verliehen.

## Anmerkung
1. ↑  Abweichend hiervon findet sich für den Geburtsort auch die Angabe Ossegg (Bezirk Teplitz-Schönau).